# 15860 Siráň
15860 Siráň là một tiểu hành tinh vành đai chính với chu kỳ quỹ đạo là 1338.2932464 ngày (3.66 năm).
Nó được phát hiện ngày 20 tháng 8 năm 1996.